# LaC News24
Lacnews24.it è una testata giornalistica online edita dalla società Diemmecom di proprietà del Gruppo Pubbliemme, presieduta da Domenico Maduli. La testata è diretta Pier Paolo Cambareri ed è legata all’emittente televisiva LaC TV. La pubblicazione delle notizie quotidiana e sono presenti le edizioni locali delle province calabresi.

## Caratteristiche
Il giornale online lacnews24.it è la dorsale web delle emittenti televisive LaC TV e LaC News24. La lettura del giornale online è gratuita e non richiede iscrizioni. Il modello d'impresa si basa sulla presenza di inserzioni pubblicitarie. LaC News 24 è edita da Diemmecom che edita anche i giornali online IlVibonese.it, IlReggino.it, CosenzaChannel.it, Catanzarotv.it.
La testata pubblica prevalentemente notizie di carattere regionale sulla Calabria, pubblicando, in misura minore, anche notizie di stampo e nazionale e internazionale. Tra gli argomenti più trattati ci sono la cronaca e la politica regionale e nazionale. Il quotidiano online si occupa anche di inchieste su sanità e criminalità organizzata. Come l’archivio sul processo "Rinascita Scott" sulla 'Ndrangheta in provincia di Vibo Valentia.
Dal 2022 il sito ha una sezione dedicata ai consigli di turismo, viaggi e gastronomia in Calabria. Esiste anche un format, dal titolo “La Calabriavisione”, che raccoglie le storie più interessanti di calabresi. Sulla testata è presente una sezione video che raccoglie prevalentemente le videonotizie realizzate dalla redazione del notiziario di LaC TV.

## Storia

### Origini ed esordi
Il quotidiano online nasce nel 2014 come evoluzione della testata retekalabria.it. Sito web della TV Rete Kalabria, rilevata da Publiemme Group dell'imprenditore Domenico Maduli nel 2013. Il giornale cambia nome nel 2014 in concomitanza del rebranding di Rete Kalabria in LaC TV. Il nome a dominio diventa lacnew24.it.
Nel 2020 la testata cambia il suo indirizzo web da lacnews24.it a www.lacnews24.it, indirizzo ancora oggi in uso.

### Le direzioni
Il primo direttore è stato Carmelo Idà, a cui è seguito per un breve periodo Pietro Comito alla guida della testata e della TV. Nell’aprile del 2015 la direzione della sola testata web passa a Pasquale Motta, fino al 05 maggio 2021, giorno in cui si è dimesso a causa del coinvolgimento nelle indagini dell''operazione "Alibante" (la posizione di Motta è stata poi stralciata dall’indagine). Al suo posto, dal maggio 2021, è subentrato Pino Aprile, rimasto direttore responsabile fino al gennaio 2022, quando la direzione e passata a Pier Paolo Cambareri.

## Loghi
Il logo ufficiale è cambiato tre volte, nel 2014, nel 2016 e nel 2022.

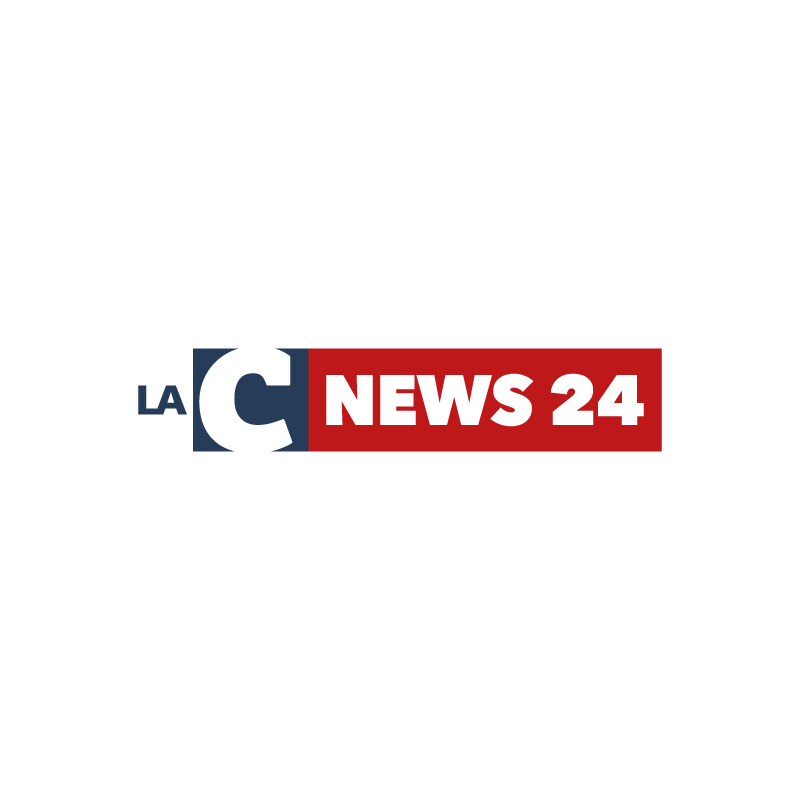
Logo LaCNews24.it 2014-2016
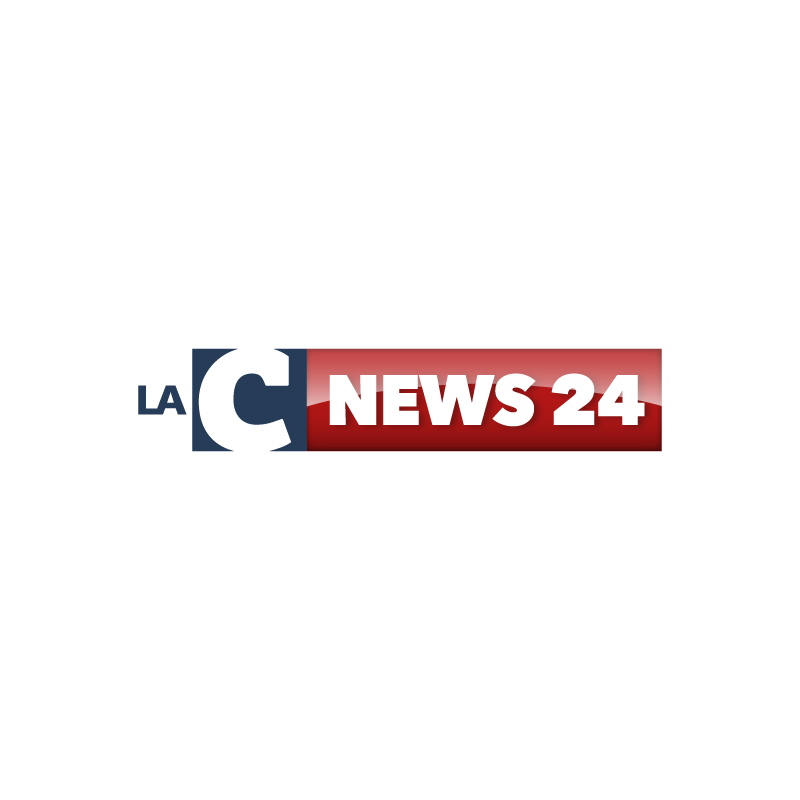
Logo LaCNews24.it 2016-2021
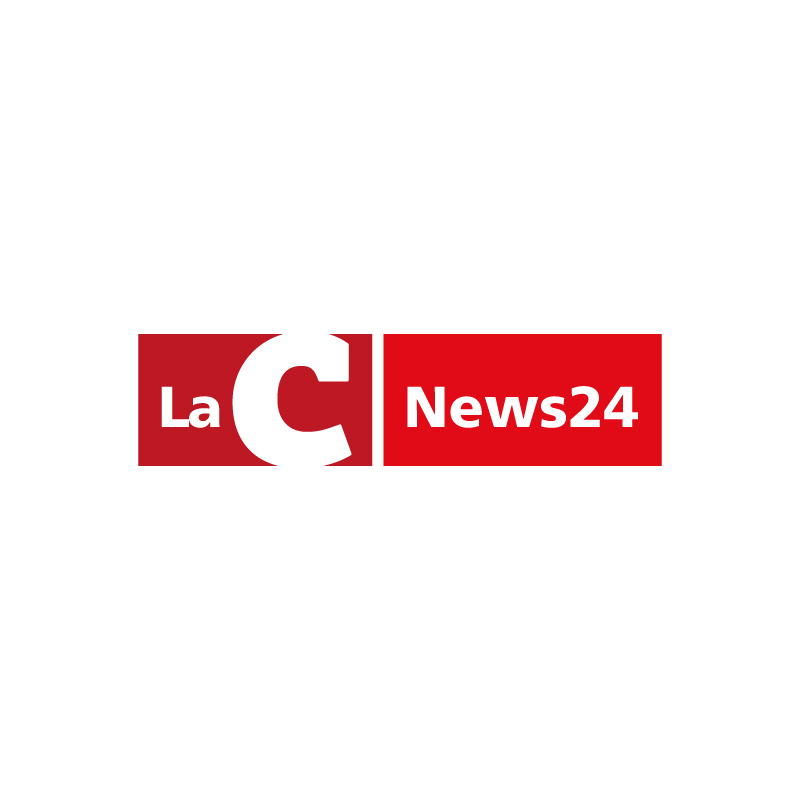
Logo LaCNews24.it dal 2022

## Direttori
- Carmelo Idà (2014 - 2015)
- Pietro Comito (gennaio - aprile 2015)
- Pasquale Motta (2015-2021)
- Pino Aprile (maggio 2021 a gennaio 2022)
- Pier Paolo Cambareri (da gennaio 2022)

## Redazione e firme
- Pier Paolo Cambareri (direttore responsabile testata lacnews24.it e del TG di LaC TV)
- Enrico De Girolamo (vicedirettore testata web lacnews24.it)
- Pasquale Motta
- Manuela Serra
- Pietro Comito
- Cristina Iannuzzi
- Giuseppe Baglivo
- Giusy D'Angelo
- Alessandro Stella
- Agostino Pantano
- Francesco Altomonte
- Francesca Giofrè
- Francesco Rende
- Giampaolo Cristofaro
- Francesco Spina
- Nico De Luca